# Morna

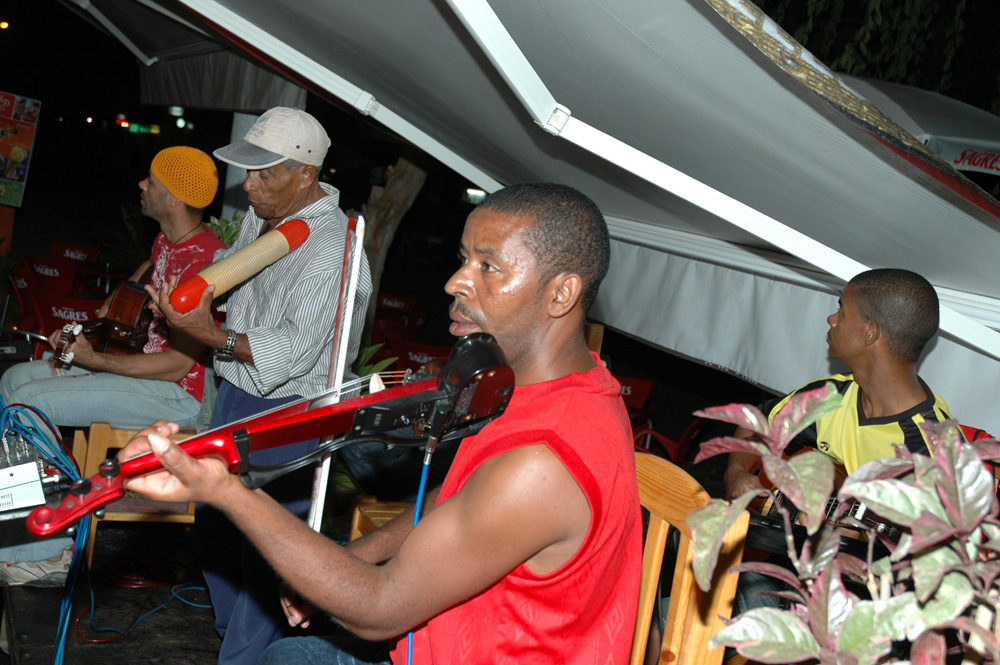
Un grupo típico de morna.

La morna es un género de música de Cabo Verde y de danza, relacionado con el fado portugués, la modinha brasileña, el tango rioplatense y el lamento angoleño. Fue proclamado Patrimonio Cultural Inmaterial de la Humanidad por la UNESCO el 11 de diciembre de 2019.

## Origen del término
La palabra «morna» como nombre de género musical no tiene una clara etimología. Existen tres teorías sobre el origen de la palabra:
- Hay quien sostiene que proviene del verbo inglés «to mourn», cuyo significado es «lamentarse», «afligirse» o «estar de luto» (por una pérdida).
- Otros piensan que su origen está en la palabra «morne», que es como se llama a las colinas en las Antillas Francesas. Allí se cantan las «chansons des mornes».
- Por último, está extendida la idea de que el adjetivo portugués «morna» (fem.), que significa «tibia», podría haber acabado dando nombre al género musical, al hacer alusión al tono y temática de las canciones.

## Género musical
Este género musical tiene como espina dorsal la «sodade» («saudade» en portugués). Tradicionalmente tocada con instrumentos acústicos, la morna trata de reflejar la realidad insular del pueblo de Cabo Verde, el romantismo de sus cantantes y músicos y el amor por la tierra que se ha de abandonar pero queriendo quedarse.
Las composiciones se cantan, por regla general, en el idioma criollo de Cabo Verde y entre los instrumentos se suele utilizar el cavaquinho, clarinete, acordeón, violín, piano y guitarra. La morna se suele comparar con el blues; a pesar de que hay poca investigación sobre la relación entre ambos, sí se aprecian similitudes interesantes y conexiones culturales significativas entre este género musical y la música negra de Estados Unidos
Durante los últimos años la morna ha sido inmortalizada por célebres cantantes como Cesária Évora y Fantcha, teniendo gran éxito internacional. El timbre de voz de estas dos divas ha conquistado y aumentado el público de morna de Cabo Verde en numerosos teatros y festivales.
El mayor y más famoso intérprete masculino de morna e indiscutiblemente unos de sus pioneros fue el gran cantante Bana, quien popularizó este estilo tanto dentro de su país como en escenarios internacionales hasta su fallecimiento en 2013.

## Como danza
Como danza, la morna es un baile de salón, bailado en parejas. Las parejas bailan con un brazo alrededor de su pareja mientras que con el otro brazo se toman de la mano. La danza se realiza imprimiendo dos oscilaciones del cuerpo, a un lado, en un compás de la música, mientras que en el compás siguiente se hacen las oscilaciones al otro lado.